# Johann Peter Petri
Johann Peter Petri, chamado de alte Schwarzpeter ou Schwarzer Peter (traduzido ipsis verbis: Velho Pedro Pret', ou Pedro Preto), (* 24 de março de 1752 em Burgen, na região do Hunsrück, junto a Bernkastel; † após 1812) foi assaltante e cúmplice do renomado fora-da-lei "Johannes Bückler". O nome do jogo de cartas Schwarzer Peter conhecido na Europa Central, possivelmente tenha sua origem neste indivíduo que juntamente com seus comparsas passou a fazer parte do folclore do sudoeste da Alemanha.

## Vida
Seus pais foram Johann Peter Petri e Christina Margaretha. Por volta de 1780 Schwarzpeter casa-se em local indeterminado com Maria Katharina Neuman, nascida em 1759 em Schmelz (hoje pertencente a Neuhütten), e residente no assentamento de Weiler (Hüttgeswasen) a partir de 1765, sendo ela filha de Johann Georg Neuman (ca. 1723-1803), proprietário de restaurante e carvoieiro.
Petri erigiu uma cabana – com a aprovação do Duque de Zweibrücken – em Hüttgeswasen, cerca do alojamento de seu sogro, na qual ele e sua família iriam residir por onze anos. Naquela época ele trabalhava de lenhador e carvoeiro. O carvão vegetal produzido em Hüttgeswasen era adquirido por diversas fundições de cobre e ferro em funcionamento na zona de Allenbach.
Em 1781 nasceu seu primeiro filho em Hüttgeswasen, Johann Peter Conrad, o qual viria a ser conhecido como "junge Schwarzpeter" (o jovem). Também nasceram em Hüttgeswasen: Elisabetha Margaretha (* 1784), Johann Christian (* 1787), Abraham (1788-1791), Catarina Elisabeth (1791-1792) e Johann Andreas (* 1792). Os demais filhos que não nasceram em Hüttgeswasen foram: Johann Georg (* 1794/1795), Louise (* 1797/1798) e Leonhard (* por volta de 1803/1804).
O casebre do alten Schwarzpeter foi queimado pelos franceses em 1792. Depois disto ele passou a viver uma vida de andarilho com sua família. Os Petri deixaram Hüttgeswasen e viveram até 1811 em várias localidades da região do Hunsrück e no lado direito do Rio Reno, sobretudo nas cercanias de Odenwald. Depois o pai da família trabalhou por volta de meio ano como lenhador das comunidades de Beulich e Gondershausen. Subsequentemente ele se ateve por volta de uma ano em Schauren, junto à Kempfeld, onde ele foi empregado como lenhador de um cidadão de Hottenbach. Depois de meio ano em Weiden perto de Hottenbach, ele permaneceu empregado como lascador de lenha por quase quatro anos en uma fábrica de vidros localizada na região montanhosa de Soonwald, pertencente ao sistema de montanhas do Hunsrück. Depois disto ele voltou a trabalhar por meio ano como lenhador em Münchwald e mudou-se subsequentemente por um curto período de tempo na região à direita do Rio Nahe.

## Vida em crime
Petri inicia inúmeros atos ilícitos como roubos, furtos, invasões de propriedades. Juntamente ao famoso Robin Hood da Alemanha, Schinnerhannes, em 1798 ele rouba dois cavalos em Ellern. No dia 12 de agosto de 1798, perto da residência do oficial de florestas de Thiergarten, na compania de Schinnerhannes, ele assassina o comerciante de animais judeu Simon Seligmann. A vítima teria sido testemunha ocular de uma escapada sexual de "Schwarzpeter" com uma mulher igualmente casada e informado o marido traído do assunto; este em momento de fúria teria abatido sua mulher.
O alte Schwarzpeter foi preso e examinado com frequência. No início do Ano VII do Calendário revolucionário francês (também chamado de Calendário republicano) ele foi apreendido no cantão de Obermoschel, e subsequentemente levado para Kaiserslautern, e de lá para Simmern. No dia 29 do Brumário do Ano VII ele escapou da Torre de Simmern e foi para o lado direito do Rio Reno, para a Serra do Odenwald. Na primavera de 1802 ele permaneceu em Soonwald, escapando as mãos da lei, ao contrário de seu filho, o jovem junge Schwarzpeter, o qual foi julgado em corte juntamente com Schinnerhannes em Mogúncia (com toda a documentação do processo oficial da época disponível tanto no idioma alemão como em francês). Na região de Odenwald ele também praticou assaltos, roubos, e invasões de propriedades.
Petri tinha uma estatura mediana, de um figurino liso, e rosto bonito; seus cabelos eram negros e ele tinha uma barba escura. Contemporâneos o descreviam ser por um lado um verdadeiro fora-da-lei, mas por outro uma pessoa que deixava uma jovem às lágrimas por sua suposta preocupação carinhosa para com seus filhos.
Durante depoimentos Petri entregava somente malandros que o fizeram algum mal no passado - e ele costumeiramente insistia que isso fosse protocolado. Ele acreditava ser vantajoso quando em julgamento implorar por pena mínima; no entanto, ele alegrava-se quando outros presos não conseguiam redução penal.
Petri também era mui vaidoso. Quando já em idade avançada, ele costumava recontar que fora um moço bonito. Ao referir-se a algum outro homem ele sempre explicitava se o dito cujo era de boa aparência ou não. Certa vez ao receber um par de calças bem apertadas ele o exibia para todos com imensa satisfação. Ele gostava de recontar suas conquistas amorosas em anos passados.
Em várias ocasiões ele demonstrou devoção ao sagrado. Mesmo assim, em certa ocasião ele teria expressado dúvidas sobre a existência de Deus pois seu destino não mudara mesmo após sinceras orações. Quando ele falava de alguma pessoa já falecida, ele sempre usava expressão similar a "... fulano de tal, que Deus o tenha!"

## Prisão e julgamento final
Após um assalto, seguido de morte, cometido a um Coche dos correios que fazia linha entre Heppenheim e Weinheim no dia 1. de maio de 1811 o velho "Schwarzpeter, então contando com seus 59 anos de idade, também foi apreendido como resultado de uma batida policial bem-sucedida. Muito embora há algum tempo ele vivia e trabalhava em Odenwald como carvoeiro sob o nome falso de Johannes Wild, e apesar do fato dele não estar implicado no evento sendo apurado, no decorrer das deposições feitas por presos a sua verdadeira identidade veio à tona. No dia 11 de novembro de 1811 o antigo cúmplice de roubos de Schinnerhannes, o qual foi executado na cidade de Mogúncia em 1803, foi entregue às autoridades francesas em assentadas em Mogúncia, por quem ele foi acabou sendo ordenado à prisão perpétua juntamente ao seu antigo comparsa fora-da-lei Franz Delis.
Presume-se que Petri tenha morrido atrás das grades. Depois de sua morte seu corpo chegou ao Instituto Anatômico da Universidade de Heidelberg, onde seu esqueleto, alega-se, foi preservado por muito tempo. O esqueleto do "Schwarzpeter" foi negligenciado, enquanto o esqueleto que se diz ser o do "Schinderhannes" pernanece sob tutela do acima citado instituto universitário.

## Família
Delinquentes também foram as crianças do Velho Schwarzpeter, e também sua esposa Maria Katharina, a qual participava principalmente de pequenos furtos. Seu filho Peter Petri, alcunhado de Jovem Schwarzpeter (Junge Schwarzpeter), cúmplice de Schinderhannes, foi condenado às correntes por quinze anos em Mogúncia. Seu filho Andreas Peter (chamado de Köhlers Andres), por causa de seus extensivos crimes foi condenado à morte em Heidelberg, no entanto, por ser de menor idade e falta de convicções prévias, acabou recebendo a pena de prisão perpétua. Os filhos Johann Georg Petri e Leonard participaram de furtos. A filha Elisabetha Margaretha foi condenada à servitude penal de meio ano em 1812 na cidade de Mannheim por ter guardado informações relacionadas a roubo, adultério, furto e malandragem.
Em 1813 o resto da família Petri foi apreendida por causa de solicitações de esmola e por vagabundagem na região da cidade de Simmern (hoje Simmern/Hunsrück. A esposa do alten Schwarzpeter e uma filha mais tarde se acharam no abrigo Bettelhaus da cidade de Trier, de onde a filha fugiu; seu destino é desconhecido.